# Asura alikangiae
Asura alikangiae là một loài bướm đêm thuộc phân họ Arctiinae, họ Erebidae.